# Phyllastrephus icterinus
Phyllastrephus icterinus là một loài chim trong họ Pycnonotidae.